# Берман, Карл (старший)

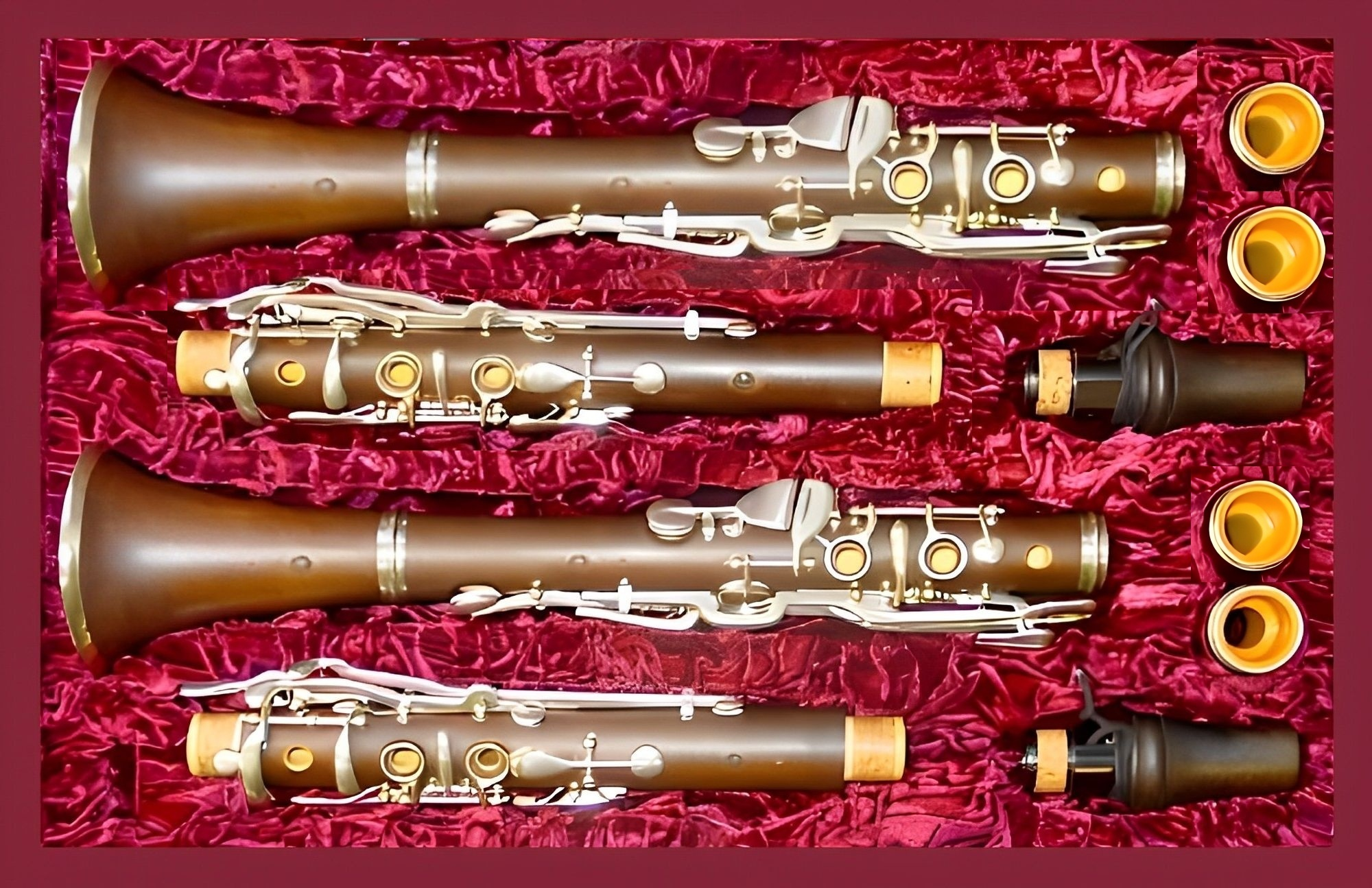
Набор кларнетов Baermann-Ottenteiner, копия Андреаса Шёни, Берн, из коричневого самшита

Карл Берман-старший (нем. Carl Bärmann; 24 октября 1811, Мюнхен — 23 мая 1885, там же) — немецкий кларнетист и бассетгорнист. Сын Генриха Бермана и певицы Хелены Харлас, отец Карла Бермана-младшего.
Игре на кларнете учился под руководством отца, с 14 лет принимал участие в придворном оркестре. В 1832 официально был принят на место второго кларнетиста, а после отставки отца два года спустя занял его место. Отец и сын вместе выступали в концертных турне в 1827, 1832 и 1838 годах, причём Карл играл чаще всего на бассетгорне. Для дуэта Берманов Феликс Мендельсон написал два концертштюка, op. 113 и 114.
Карл Берман вёл активную преподавательскую деятельность, занимая пост профессора Королевской школы музыки в Мюнхене. Создававшаяся им в 1864―1875 годах «Полная школа игры на кларнете» (Vollständige Clarinett-Schule) использовалась при обучении кларнетистов в течение многих лет. Берману также принадлежат 88 оригинальных сочинений — преимущественно для своего инструмента (в частности, Фантазия для кларнета с оркестром Op. 15, Военный концерт для кларнета с оркестром Op. 6, Блестящие вариации для кларнета с оркестром Op. 8 и т. д.), но публиковавшиеся также и в различных аранжировках. В 1860 вместе с Иоганном Георгом Оттенштайнером Берман принимал участие в разработке новой модели кларнета с восемнадцатью клапанами, высоко оценённой современными ему музыкантами, в том числе Рихардом Мюльфельдом.